# WAG Wohnungsanlagen
Die WAG Wohnungsanlagen Gesellschaft m.b.H. (WAG) mit Sitz in Linz ist ein österreichisches Wohnungsunternehmen. Seit dem Verkauf durch die Republik Österreich im Jahr 2004 ist die WAG privatisiert und als gewerbliche Wohnungsgesellschaft tätig.
Die WAG besitzt rund 22.900 Wohnungen mit 1,5 Millionen m² Nutzfläche in den fünf Bundesländern Oberösterreich, Niederösterreich, Salzburg und Steiermark und Wien. Das Kerngebiet befindet sich in Linz. In Summe verwaltet die WAG 43.600 eigene und betreute Einheiten mit 1,9 Millionen m² Nutzfläche.

## Geschichte

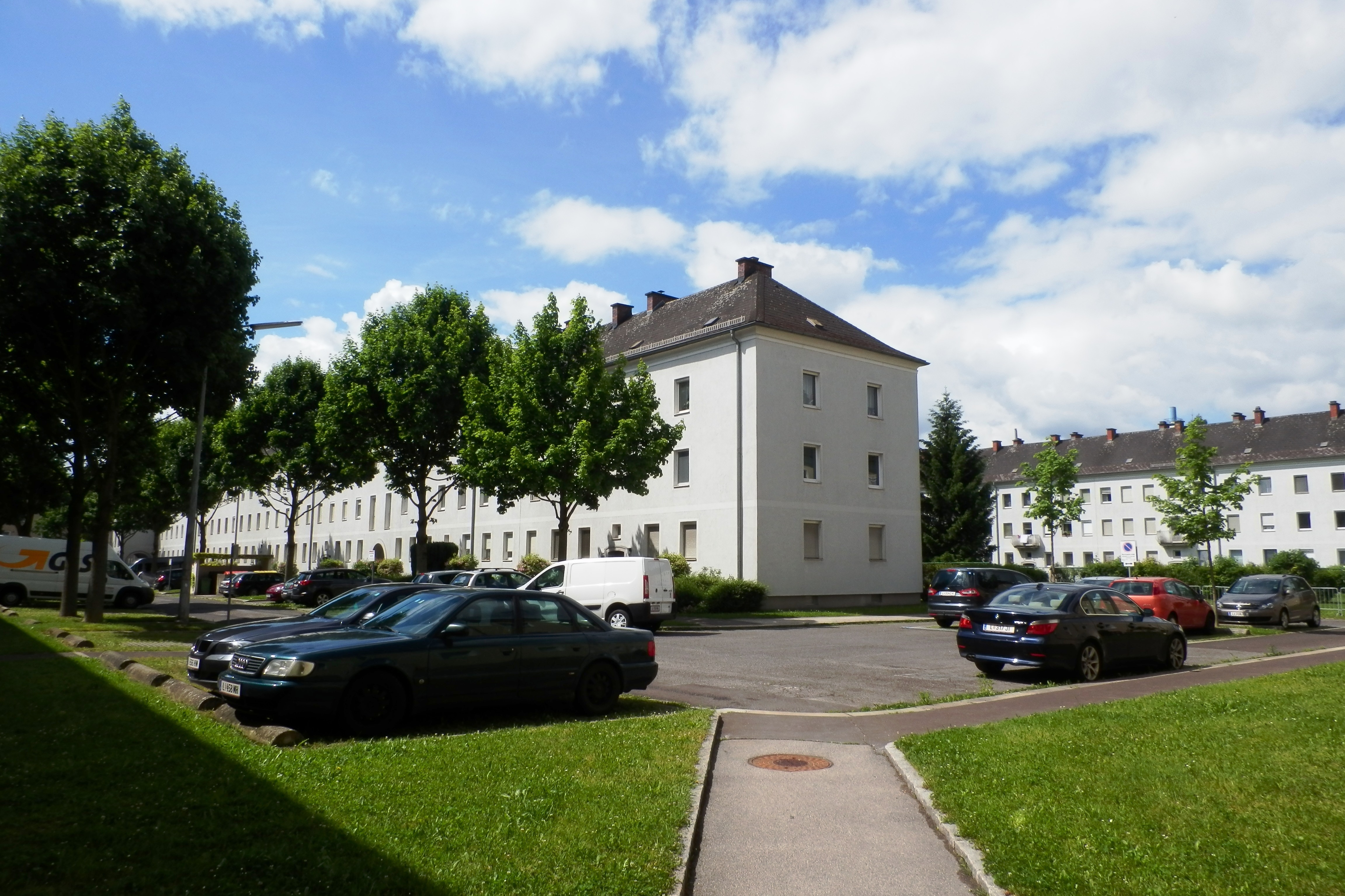
Bindermichlsiedlung, Linz

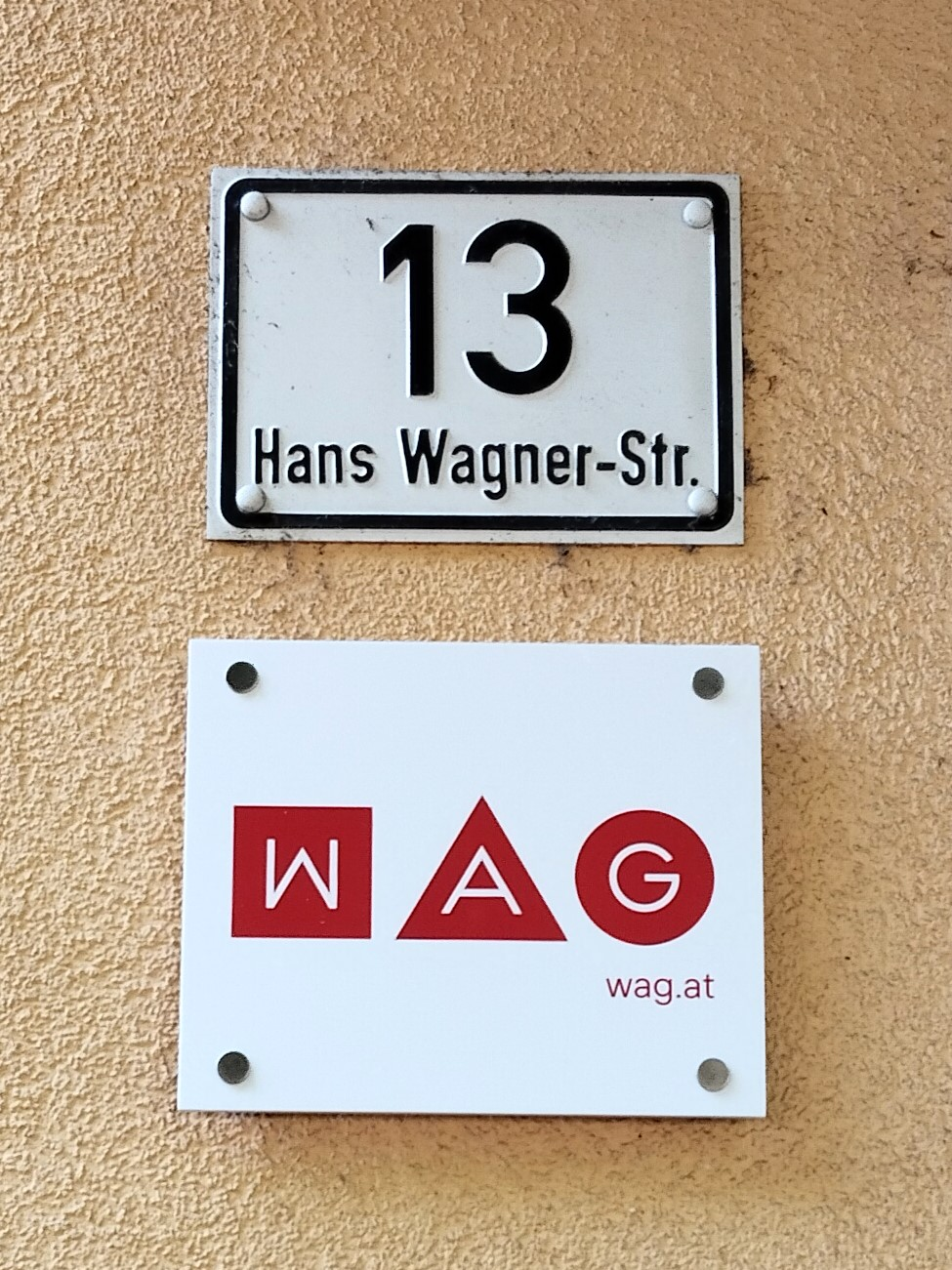
WAG-Emblem am Haus Hans-Wagner-Straße 13 in Steyr-Münichholz

Die WAG Wohnungsanlagen Gesellschaft wurde im Jahr 1938 als „Wohnungs-Aktiengesellschaft der Reichswerke Hermann Göring“ gegründet. Es gab seit den 1920er Jahren eine große Wohnungsnot in Linz und der Großausbau der österreichischen Schwerindustrie vor dem Zweiten Weltkrieg führte zu einer Erhöhung des Wohnungsbedarfes. Innerhalb kürzester Zeit sollten 15.000 bis 17.000 Wohnungen gebaut werden. Zu diesem Zweck wurde die Gesellschaft gegründet. Im Linzer Süden entstanden die ersten Siedlungen, die heute noch die alten Flurbezeichnungen wie Bindermichl, Spallerhof, Hamoder, Oed oder Keferfeld tragen.
1944 wurde die Bautätigkeit kriegsbedingt eingestellt. Bis dahin konnten 8.138 Wohnungen in Oberösterreich, Niederösterreich, Steiermark und Salzburg fertiggestellt werden. Etwa 1.000 in Bau befindliche Wohnungen mussten stillgelegt werden. Rund ein Viertel des Wohnungsbestandes wurde während des Krieges beschädigt oder völlig zerstört.
Nach Ende des Zweiten Weltkrieges waren die Eigentumsverhältnisse der WAG zunächst unklar. Die rechtliche Sicherung der Wohnungs-AG Linz erfolgte vorerst unter einer Verfügung der amerikanischen Militärregierung, wonach die bis dahin agierende provisorische Geschäftsführung zum treuhänderischen Verwalter bestellt wurde.
Nach Abschluss des Staatsvertrages 1955 erfolgte die Neugründung der „Wohnungsaktiengesellschaft Linz“ im 100-%-Eigentum der Republik Österreich. Im Jahr 1958 begann die WAG mit dem Bau von Flüchtlingswohnungen.
Anfang der 1960er Jahre setzte ein großer Bauboom ein, und 1969 wurde die 10.000. Wohnung fertiggestellt. In Zusammenarbeit mit der Stadtverwaltung Linz schloss die WAG einen Vertrag über die Errichtung von weiteren 3.200 Wohnungen. Dazu kamen noch kommunale Aufträge in Steyr, Kirchdorf an der Krems, Windischgarsten, Micheldorf, Spital am Pyhrn, im niederösterreichischen Traisen sowie in der Steiermark in Leoben, Voitsberg, Judenburg, Köflach und Fohnsdorf. Daneben erteilte auch die verstaatlichte Industrie der WAG Aufträge zur Errichtung von 1.500 Wohnungen in Industriegemeinden.
1984 wurde die 20.000. Wohnung fertiggestellt. Die WAG entwickelte sich zu einem der größten gemeinnützigen Wohnungsunternehmen in Österreich. Neben Mietwohnungen werden auch behindertengerechte Wohnungen, Einfamilien- und Reihenhäuser, Seniorenwohnheime sowie Alten- und Pflegeheime gebaut.
Aufgrund einer Novellierung des Wohnungsgemeinnützigkeitsgesetzes (WGG) zählt die WAG seit 1. April 2001 zu den gewerblichen Bauträgern.
2004 veräußerte die Republik Österreich als Alleineigentümerin der WAG alle Immobiliengesellschaften, die sich im Besitz des Bundes befanden (BUWOG, ESG Villach, WAG, WBG und EBS Linz). Seit Oktober 2004 steht die WAG im Eigentum eines Konsortiums bestehend aus Raiffeisenlandesbank Oberösterreich (46 %), Wiener Städtische Versicherung (25 %), Oberösterreichische Landesbank (25 %) und Oberösterreichische Versicherung (4 %).

## Das Unternehmen heute
Im Jahr 2018 war die WAG Eigentümerin von 22.900 eigenen Wohnungen mit 1,5 Millionen m², die vermietet und verwaltet werden. Weiters betreut die WAG rund 260 Gewerbelokale und Einkaufszentren sowie 16.000 Garagen und Kfz-Abstellflächen. Neben dem eigenen Immobilienbestand verwaltet das Unternehmen auch den Immobilienbesitz Dritter. Die eigenen Wohnungen der WAG befinden sich an mehr als 30 Standorten in fünf Bundesländern.
Neben der Zentrale in Linz betreibt die WAG weitere Geschäftsstellen in Steyr (Oberösterreich), in der Stadt Salzburg, in Eisenerz, Trofaiach, Judenburg und Voitsberg (Steiermark) sowie im niederösterreichischen Traisen.
Neben der Vermietung und Verwaltung der eigenen Wohnungen als Hauptbetätigungsfeld errichtet die WAG als Bauträger Eigentumswohnungen und Reihenhäuser. Ebenfalls ist die WAG im Rahmen der Baubetreuung für soziale Institutionen wie Volkshilfe, Evangelisches Diakoniewerk, Lebenshilfe Österreich und Kreuzschwestern und errichtet für diese beispielsweise Alten-, Pflegeheime, Schulen, Kindergärten, betreute und betreubare Wohnungen sowie Werkstätten.
Die WAG erhielt 2008 den Energiestar des Landes Oberösterreichs für das erste dreigeschossige Passivwohnhaus in Holzbauweise. 2010 erhielten die Kreuzschwestern als Auftraggeber der WAG den Energiestar für das erste Alten- und Pflegeheim Österreichs in Passivbauweise.